# Austroheptura neboissi
Austroheptura neboissi is een steenvlieg uit de familie Austroperlidae. De wetenschappelijke naam van de soort is voor het eerst geldig gepubliceerd in 1969 door Illies.